# Andrzej Wierzbicki (muzyk)
Andrzej Wierzbicki – polski pieśniarz, wokalista, gitarzysta oraz autor piosenek z gatunku ballady i piosenki turystycznej. Od lat 70. stanowią one kanon turystycznego szlaku i śpiewane są przez kolejne pokolenia studentów i turystów. Najbardziej znane z nich to: Ballada o Świętym Mikołaju, Przerwa w podróży, Tęsknica i Beskid. Autor w wielu pieśniach opiewał uroki Beskidu Żywieckiego.

## Działalność artystyczna
Wielokrotnie zdobywał nagrody i występował na: Bazunie (1975: Nagroda za piosenkę Tango z garbem, wyk. z grupą WAR), Nocnym Śpiewaniu na Zamku w Radzyniu Chełmińskim (24.04.1976: Nagroda dla duetu współtworzonego z Jerzym Pawłem Dudą oraz nagroda dla A. Wierzbickiego za całość przedstawionego programu), Ogólnopolskiej Studenckiej Giełdzie Piosenki Turystycznej (1976: Nagroda dla wykonawcy i nagroda za piosenkę Przerwa w podróży, wyk. z grupą WAR; 1979: Kategoria piosenek turystycznych – Ballada o Świętym Mikołaju; 1988: Nagroda za piosenkę – III miejsce za Pejzaż z kamieniem do słów Andrzeja Krzysztofa Torbusa) i przede wszystkim na Yapie, której był kierownikiem programowym w 1978 i w 1980 roku (1975: Nagroda za piosenkę Tango z garbem, wyk. z grupą WAR; 1976: I nagroda za tekst i grupa WAR Andrzeja Wierzbickiego za wykonanie piosenki Przerwa w podróży; 1977: Nagroda za piosenkę Tęsknica; 1980: Nagroda za piosenki Przerwa w podróży i Ballada o Świętym Mikołaju). Pełnił także rolę jurora na Bazunie (w 1978). W latach 1978–1980 był członkiem grupy SETA, zaś jego piosenki stały się jednym z jej znaków rozpoznawczych.
Autorskie ballady, które śpiewał ukazały się na kompilacjach z piosenkami studenckimi i turystycznymi.
Ostatni raz wystąpił publicznie 9 maja 1992 roku dając krótki recital na Bazunie (Wyspa Sobieszewska). W ciągu następnych lat starania wydawnictw fonograficznych i organizatorów imprez w celu nawiązania kontaktu z artystą okazały się bezskuteczne.
Jego utwory nagrały na płytach zespoły: SETA, Do Góry Dnem oraz Bez Idola.